# جون بلير، الابن
جون بلير، الابن (بالإنجليزية: John Blair, Jr.)‏ (و. 1732 – 1800 م) هو محام، وقاض من الولايات المتحدة الأمريكية ولد في ويليامزبرغ، فرجينيا.